# Robert Lucemburský
Princ Robert Lucemburský, princ bourbonsko-parmský, princ nasavský (Robert Louis François Marie; * 14. srpna 1968, zámek Fischbach) je člen lucemburské velkovévodské rodiny. Je bratrancem z otcovy strany Jindřicha, vládnoucího lucemburského velkovévody. 
Princ Robert je v současné době předsedou Domaine Clarence Dillon, francouzské vinařské společnosti založené jeho pradědečkem z otcovy strany Clarencem Dillonem. K listopadu 2024 je princ Robert patnáctým v linii následnictví lucemburského trůnu.

## Mládí a rodina
Narodil se 14. srpna 1968 na zámku Fischbach ve Fischbachu v Lucembursku. Je druhým dítětem a jediným synem prince Karla Lucemburského, druhého syna velkovévodkyně Šarloty Lucemburské a prince Felixe Bourbonsko-Parmského, a jeho manželky amerického původu Joan Douglasové Dillonové, druhé dcery politika a diplomata C. Douglase Dillona. Má jednu starší nevlastní sestru z předchozího manželství své matky a jednu starší sestru, princeznu Charlotte (* 15. září 1967). Princ Robert a jeho sestra vyrůstali na zámku Fischbach, který byl tehdy domovem jeho prarodičů z otcovy strany.
Princ Robert byl nejprve vzděláván na základní škole v Belairu a poté navštěvoval Worth School, římskokatolickou internátní školu poblíž Worthu v Západním Sussexu ve Spojeném království. Studoval filozofii a psychologii na Georgetownské univerzitě, ale před dokončením studia univerzitu opustil a procestoval Blízký východ a severní Afriku, Indii, Nepál a Jižní Ameriku.
Dne 29. ledna 1994 se princ Robert v Bostonu v Massachusetts oženil s Julií Elizabeth Houstonovou Ongarovou (* 9. června 1966). Mají tři děti:
- Princezna Charlotte Katherine Justine Marie Nasavská (* 20. března 1995), která se v lednu 2025provdala za Mansoura Nicolase Frederica Shakarchiho (* 1997, Ženeva), syna Marwana Mahmouda Shakarchiho a Tatiany Frickové
- Princ Alexander Théodore Charles Marie Nasavský (* 18. dubna 1997)
- Princ Frederik Henri Douglas Marie Nasavský (18. března 2002 –⁠⁠⁠⁠⁠⁠ 1. března 2025)

Protože jejich manželství nebylo dynasticky schváleno, jeho manželka byla zpočátku známá pouze jako „Julie de Nassau“ a jejich děti zpočátku nesly tituly „hrabě/hraběnka z Nasavska“. Dne 27. listopadu 2004 vydal velkovévoda Jindřich Arrêté grand-ducal, kterým dal jeho manželce a jejich dětem tituly „princ/princezna z Nasavska“ s oslovením královské Výsosti.
Nejmladší syn prince Roberta Frederik zemřel v Paříži 1. března 2025 na vrozenou mitochondriální chorobu POLG. Nemoc mu byla diagnostikována, když mu bylo 14 let.

## Kariéra
V roce 1992 napsal princ Robert a jeho budoucí manželka scénář podle Dona Juana. To upoutalo pozornost Stevena Spielberga a Creative Artists Agency. Následně opustil scenáristiku a přidal se k rodinnému vinařskému podniku.
V roce 1993 se princ Robert připojil k představenstvu Domaine Clarence Dillon, francouzské vinařské společnosti založené jeho pradědečkem z matčiny strany Clarencem Dillonem, která vlastní některé z nejprestižnějších pozemků na světě včetně Château Haut-Brion, Château La Mission Haut-Brion a Château Quintus. V roce 2002 se stal generálním manažerem. V roce 2008 vystřídal svou matku, vévodkyni z Mouchy a Poix, jako předseda.
V roce 2018 se princ Robert a Domaine Clarence Dillon připojili k Primum Familiae Vini, sdružení rodinných vinařství s členstvím omezeným na dvanáct rodin.

## Vyznamenání
- Rytíř velkokříže Řádu Adolfa Nasavského (od narození; 14. srpna 1968)

## Vývod z předků
|                    |                          |  |  |                                           |  |  |  |  |  |  |  | Karel III. Parmský |
|                    |                          |  |  |                                           |  |  |  |  |  |  |  |                    |
|                    | Robert I. Parmský        |  |  |                                           |  |  |  |  |  |  |  |                    |
|                    |                          |  |  |                                           |  |  |  |  |  |  |  |                    |
|                    |                          |  |  | Luisa Marie Terezie z Artois              |  |  |  |  |  |  |  |                    |
|                    |                          |  |  |                                           |  |  |  |  |  |  |  |                    |
|                    | Felix Bourbonsko-Parmský |  |  |                                           |  |  |  |  |  |  |  |                    |
|                    |                          |  |  |                                           |  |  |  |  |  |  |  |                    |
|                    |                          |  |  | Michal I. Portugalský                     |  |  |  |  |  |  |  |                    |
|                    |                          |  |  |                                           |  |  |  |  |  |  |  |                    |
|                    | Marie Antonie z Braganzy |  |  |                                           |  |  |  |  |  |  |  |                    |
|                    |                          |  |  |                                           |  |  |  |  |  |  |  |                    |
|                    |                          |  |  | Adelaida z Löwenstein-Wertheim-Rosenbergu |  |  |  |  |  |  |  |                    |
|                    |                          |  |  |                                           |  |  |  |  |  |  |  |                    |
|                    | Karel Lucemburský        |  |  |                                           |  |  |  |  |  |  |  |                    |
|                    |                          |  |  |                                           |  |  |  |  |  |  |  |                    |
|                    |                          |  |  | Adolf Lucemburský                         |  |  |  |  |  |  |  |                    |
|                    |                          |  |  |                                           |  |  |  |  |  |  |  |                    |
|                    | Vilém IV. Lucemburský    |  |  |                                           |  |  |  |  |  |  |  |                    |
|                    |                          |  |  |                                           |  |  |  |  |  |  |  |                    |
|                    |                          |  |  | Adelaida Marie Anhaltsko-Desavská         |  |  |  |  |  |  |  |                    |
|                    |                          |  |  |                                           |  |  |  |  |  |  |  |                    |
|                    | Šarlota Lucemburská      |  |  |                                           |  |  |  |  |  |  |  |                    |
|                    |                          |  |  |                                           |  |  |  |  |  |  |  |                    |
|                    |                          |  |  | Michal I. Portugalský                     |  |  |  |  |  |  |  |                    |
|                    |                          |  |  |                                           |  |  |  |  |  |  |  |                    |
|                    | Marie Anna Portugalská   |  |  |                                           |  |  |  |  |  |  |  |                    |
|                    |                          |  |  |                                           |  |  |  |  |  |  |  |                    |
|                    |                          |  |  | Adelaida z Löwenstein-Wertheim-Rosenbergu |  |  |  |  |  |  |  |                    |
|                    |                          |  |  |                                           |  |  |  |  |  |  |  |                    |
| Robert Lucemburský |                          |  |  |                                           |  |  |  |  |  |  |  |                    |
|                    |                          |  |  |                                           |  |  |  |  |  |  |  |                    |
|                    |                          |  |  |                                           |  |  |  |  |  |  |  |                    |
|                    |                          |  |  |                                           |  |  |  |  |  |  |  |                    |
|                    | Clarence Dillon          |  |  |                                           |  |  |  |  |  |  |  |                    |
|                    |                          |  |  |                                           |  |  |  |  |  |  |  |                    |
|                    |                          |  |  |                                           |  |  |  |  |  |  |  |                    |
|                    |                          |  |  |                                           |  |  |  |  |  |  |  |                    |
|                    | C. Douglas Dillon        |  |  |                                           |  |  |  |  |  |  |  |                    |
|                    |                          |  |  |                                           |  |  |  |  |  |  |  |                    |
|                    |                          |  |  |                                           |  |  |  |  |  |  |  |                    |
|                    |                          |  |  |                                           |  |  |  |  |  |  |  |                    |
|                    | Anne McEldin Dillon      |  |  |                                           |  |  |  |  |  |  |  |                    |
|                    |                          |  |  |                                           |  |  |  |  |  |  |  |                    |
|                    |                          |  |  | Susan Virginia Douglass                   |  |  |  |  |  |  |  |                    |
|                    |                          |  |  |                                           |  |  |  |  |  |  |  |                    |
|                    | Joan Dillon              |  |  |                                           |  |  |  |  |  |  |  |                    |
|                    |                          |  |  |                                           |  |  |  |  |  |  |  |                    |
|                    |                          |  |  |                                           |  |  |  |  |  |  |  |                    |
|                    |                          |  |  |                                           |  |  |  |  |  |  |  |                    |
|                    | John Chess Ellsworth     |  |  |                                           |  |  |  |  |  |  |  |                    |
|                    |                          |  |  |                                           |  |  |  |  |  |  |  |                    |
|                    |                          |  |  |                                           |  |  |  |  |  |  |  |                    |
|                    |                          |  |  |                                           |  |  |  |  |  |  |  |                    |
|                    | Phyllis C. Ellsworth     |  |  |                                           |  |  |  |  |  |  |  |                    |
|                    |                          |  |  |                                           |  |  |  |  |  |  |  |                    |
|                    |                          |  |  | Joseph L. Chalifoux                       |  |  |  |  |  |  |  |                    |
|                    |                          |  |  |                                           |  |  |  |  |  |  |  |                    |
|                    | Alice Frances Chalifoux  |  |  |                                           |  |  |  |  |  |  |  |                    |
|                    |                          |  |  |                                           |  |  |  |  |  |  |  |                    |
|                    |                          |  |  | Helen M. Gallagher                        |  |  |  |  |  |  |  |                    |
|                    |                          |  |  |                                           |  |  |  |  |  |  |  |                    |